# اسپوتنیک (فیلم)
اسپوتنیک (روسی: Спутник) یک فیلم در ژانر علمی تخیلی، مهیج، درام، و ترسناک است که در سال ۲۰۲۰ منتشر شد. از بازیگران آن می‌توان به اکسانا آکینشاینا، پیوتر فیودوروف، و فئودور بوندارچوک اشاره کرد. در فیلم اکسانا آکینشاینا به عنوان یک پزشک جوان بازی می‌کند که توسط ارتش استخدام می‌شود تا یک کیهان نگار را که از یک حادثه فضایی مرموز جان سالم به در برد و با ارگانیسم خطرناکی که درون خود زندگی می‌کند به زمین برگرداند، استخدام شود.
اسپوتنیک قرار بود پیش از به تعویق افتادن جشنواره به دلیل دنیاگیری کروناویروس، نخستین نمایش جهانی خود را جشنواره فیلم ترایبکا در آوریل ۲۰۲۰ برگزار کند.
فیلم در ۲۳ آوریل ۲۰۲۰ با ویدئو هنگام درخواست در روسیه منتشر شد. اسپوتنیک به‌طور کلی نظرات مثبتی از منتقدان دریافت کرد.